# Sadhora
Sadhora (ukrainisch Садгора, deutsch Sadagora, anfangs Gartenberg, rumänisch Sadagura, jiddisch סאדיגורא Sadigora, russisch Садгора Sadgora) ist ein Mikrorajon von Czernowitz in der Ukraine. Er befindet sich acht Kilometer nordöstlich des Czernowitzer Stadtzentrums linksseitig des Pruth.

## Geschichte
Sadagora entstand 1770 während des Russisch-Türkischen Krieges.

### Münze
Der dänische Offizier Peter Nikolaus von Gartenberg errichtete im Auftrag von Katharina II. im Fürstentum Moldau eine Münze zur Produktion der für die Auszahlung des Mannschaftssolds der Kaiserlich Russischen Armee erforderlichen Scheidemünzen.
Gartenberg erwarb östlich des Dorfes Rohisna (Рогізна) ein Stück Urwald am Tarnawabach, das binnen kurzer Zeit gerodet wurde. Um die Münze entstand eine Wohnsiedlung für die Beschäftigten, in der sich bald auch Handwerker und jüdische Gewerbetreibende niederlassen durften. Der Ort erhielt die Bezeichnung Sadagora – die russische Übersetzung für Gartenberg, Sadhora ist die ukrainische Übersetzung. Formell befand sich die Münze unter der Hoheit der Zarin, doch genoss Gartenberg hinsichtlich der Prägung fast uneingeschränkte Freiheiten, wobei der Geldwert der von ihm vor allem aus erbeutetem türkischem Kriegsmaterial produzierten Münzen auf höchstens 2 Millionen Rubel festgesetzt war. Die Münzen aus Sadohora wurden mit dem Münzzeichen S gekennzeichnet.
In den vier Jahren des Bestehens der Münze wurden in Sadagora mit Duldung durch Feldmarschall Rumjanzew-Sadunaiski Geldstücke im Werte von 3 Millionen Rubel geprägt, die in Bessarabien und der Bukowina verbreitet wurden und wegen ihrer minderwertigen Qualität immer mehr in Verruf gerieten.
Nach Beendigung des Krieges hatte die Münze ihren Zweck erfüllt und wurde im April 1774 stillgelegt und das Münzamt aufgelöst.

### Österreich
1774 hatte Sadogora 104 Einwohner. Am 31. August 1774 besetzen die Österreicher das Fürstentum Moldau und Sadagora gehörte bis 1918 als Teil der Bukowina zu Österreich. Nach der Einstellung der Münze wurde Sadagora eine sechsjährige Steuerbefreiung gewährt. Zwischen 1782 und 1789 setzte eine Vertreibung der Juden aus der Stadt ein.

### Rabbinischer Hof

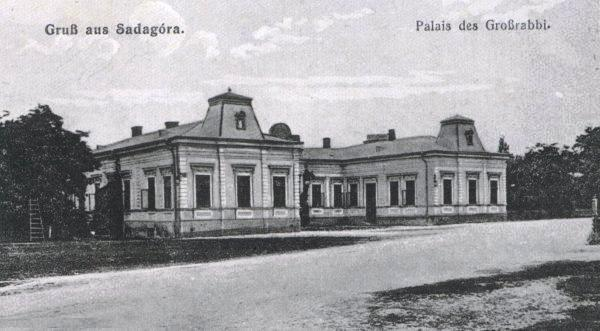
Rabbinischer Hof von Rabbi Friedmann

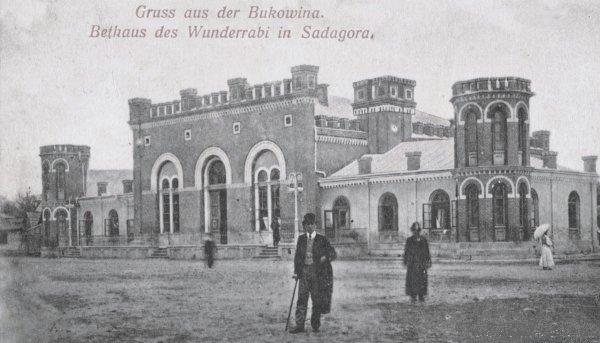
Chassidische Synagoge des Wunderrabbi

Nach seiner Freilassung aus dem Kiewer Gefängnis ließ sich der Rabbiner Israel Friedmann 1842 in Sadagora nieder. Er hatte in Russland ein prunkvolles Leben geführt und war dadurch mit den Chassidim aus Zans (jiddisch für Nowy Sacz) in Konflikt geraten. Deren Rabbiner Chaim Halberstam zeichnete sich durch einen bescheidenen Lebensstil aus. Mit ihrem Zaddik kamen in den folgenden Jahren viele chassidische Juden aus Galizien nach Sadagora. Der Ort wandelte sich zu einem Stetl. Friedmann residierte in einem Palais. Vor seinem Tode hatte er 1850 die Errichtung einer neuen Synagoge (auch Neue Klois oder Rebbes Klois genannt) mit 1.000 Plätzen verfügt. Insgesamt bestand das Anwesen aus vier Gebäuden: der Alten Klois, der Neuen Klois (Chassidische Synagoge), dem Gebäude des Zaddick und der Großen Versammlungshalle.   Durch Friedmanns Wirken wurde Sadagora ein bedeutendes Zentrum des Chassidismus mit einer wachsenden Anzahl jüdischer Einwohner. Waren es kurz nach der Gründung nur knapp 100, so lebten ein Jahrhundert später (1880) 3.888 Menschen hier, davon 80 Prozent Juden, für die es 40 Synagogen gab.
Heute sind nur noch die Neue Klois und das Gebäude des Zaddick erhalten.

### Rumänien und Sowjetunion
Nach dem Zusammenbruch der Donaumonarchie wurde Sadagora Teil von Rumänien. Im Juni 1940 kam es als Teil der Nordbukowina zur Sowjetunion und bekam hier den ukrainischen Namen Sadahura (Садагура). Im Frühjahr 1941 setzte eine Judenverfolgung ein und zahlreiche Bewohner wurden nach Sibirien deportiert. Nach der Rückeroberung der Stadt durch Rumänien begann die gezielte Vernichtung der Juden von Sadagora. Am 7. Juli 1941 wurden im Wald 73 Juden erschossen. Im August erfolgte die Verbannung sämtlicher jüdischer Bewohner nach Transnistrien (rumänisches Besatzungsgebiet). Die Zahl der Einwohner schrumpfte 1941 auf 654.
Als Sadagora nach dem Ende des Zweiten Weltkrieges wieder zur Sowjetunion kam, lebten nur noch fünf Familien in der Stadt. Die überlebenden Juden, die aus Transnistrien zurückkehrten, mussten sich in Czernowitz niederlassen und wanderten bald aus. Rabbiner Jekusiel Jehuda Halberstam zog nach Israel und gründete einen neuen „Zanser“ Hof. Am 15. August 1944 wurde der Ort auf seinen heutigen Namen umbenannt.

### Heute

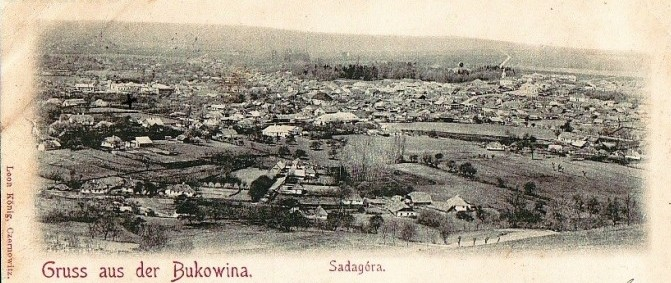
Sadagura vor 1918

In der Zweiten Hälfte des 20. Jahrhunderts nach Czernowitz eingemeindet, verlor Sadagora jegliche Bedeutung. Erhalten sind der jüdische Friedhof und neben der Großen Synagoge weitere jüdische Gotteshäuser in verwahrlostem Zustand. Friedmanns rabbinischer Hof ist eine Ruine. Das Grab von Rabbi Friedmann wurde nach dem Ende des Kommunismus wieder zu einer Pilgerstätte chassidischer Juden. Die Chassidische Synagoge wurde im Herbst 2016 nach einer umfangreichen Restaurierung wieder eröffnet. In den 1980er Jahren war in Sadagora der Bau eines Werkes für Rundfunkgeräte begonnen worden, das nach der Auflösung der Sowjetunion zu einer Investitionsruine wurde.

## Söhne und Töchter des Ortes
- Wojciech Rubinowicz (1889–1974), Physiker

## Wallfahrtsort

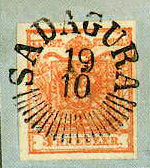
Briefmarke der Wappenausgabe 1850 mit Ortsstempel

Sadagora war auch ein katholischer Wallfahrtsort. Hier wurde alljährlich  am 29. September das St.-Michaels-Fest gefeiert.